# Harte Jobs
Harte Jobs ist ein Dokumentarfilm von Hannelore Conradsen und Dieter Köster aus dem Jahre 1993. Er entstand in Reaktion auf die Rolle der Medienvertreter im Verlauf des Geiseldramas von Gladbeck 1988.

## Handlung
Harte Jobs ist das Porträt von drei Männern, die gemeinhin als Bluthunde und Schnüffler bezeichnet werden. Die Dokumentaristen begleiteten die zwei Berliner Fotoreporter Eberhard Auriga und Wolfgang Brückner sowie den Kölner Heinz W. Friedriszik, stadtbekannt unter dem Namen Zik. Auf Rollerskates und mit der Kamera im Anschlag klappert Zik die Szenekneipen ab, erkundigt sich beim Herrenausstatter nach prominenten Kunden, schießt ein paar Bilder von Willy Millowitsch vorm privaten Vogelhäuschen. Für ein paar Schlagzeilen reichen dessen Ängste vor der nahenden Hüftoperation allemal.
Brückner tummelt sich derweil auf Technopartys und beim Männerstrip, Schicksalreporter Auriga in einem Arbeiterhaushalt, wo eine Mutter mit zwölf Kindern dicke Suppe kocht und über zu wenig Geld klagt.
Conradsen und Köster zeigen Sensationsreporter, aber keine großen Sensationen. Es wird der tägliche und klägliche Alltag eingefangen, kein voyeuristisches Bilderwerk entsteht, mit dem Kollegen von Kollegen an den Pranger gestellt werden.
Auriga, Zik und Brückner repräsentieren den „Durchschnitt“ der Alltagspaparazzi, die sich ohne Unrechtsbewusstsein in der nebulösen Grauzone zwischen „gerade noch erträglich und absolut geschmacklos“ bewegen. Zik und Co. machen ihren Job wie kreuzbrave Bankangestellte.
So geduldig und locker wie Zik auf „ein paar Mädels“ von RTL wartet, so geduldig und locker würde er auch auf den Moment warten, „bis die Polizei die Leiche rausholt“. Und mit derselben Beflissenheit, mit der Auriga für private Zwecke ein Kätzchen fotografiert, fotografiert er ein grausig zugerichtetes Unfallopfer. Geschossen werde, was vor die Linse komme: „alles nur Realität“.
Berufsethos, Moral, Gewissen – „darüber diskutieren Intellektuelle“, nicht aber der frühere Bauarbeiter Auriga, den Skat und Bier anöden und der sich jetzt einen Jeep leisten kann und vor Freunden und Frauen plötzlich gut dasteht.
Die Realisatoren des Films verurteilen es nicht, sondern zeichnen auf. So fragt Köster zum Beispiel, was Auriga von dem Sensationsreporter halte, der in einem Heinrich-Böll-Roman von seinem „Objekt“ erschossen wird. Auriga meint, der habe eben Pech gehabt.

## Kritik
Der Film wurde von der Presse einhellig gelobt und für die Goldene Kamera nominiert.

„Hannelore Conradsen und Dieter Köster haben als Reporter einen Film über Reporter gedreht. Vor der Sensationsmache retten sie sich in absolute Nüchternheit. Sie halten still und sehen zu. Sie schneiden nicht mit, sondern filmen, auf 16mm Negativmaterial, was ihrer vorzüglichen Dokumentation etwas befreiendes Altmodisches gibt, und der Wirklichkeit, die sie zeigt, etwas obszön Wirkliches… Trauer ist die Grundstimmung dieses Films (der sich keine Sekunde bemüht, überhaupt eine Stimmung zu erzeugen): Trauer über eine Welt des ununterbrochenen Austausch von Gefälligkeiten und Geld. Gäbe es Alfred Biolek wenn der Sensationsfotograf Zik ihn nicht nach einer Sendung noch im Restaurant fotografieren würde? Gäbe es Zik, wenn Bio ihn nicht im Fernsehen vorgestellt, und ihm seinen Spitznamen verliehen hätte?“

## Notiz
Notiz des Co-Autors und Co-Regisseurs Köster auf seiner Produktions-Webseite:

„Es waren für mich die schwersten Dreharbeiten bisher, weil das alles (mehr oder weniger) nette auskunftsfreudige Kollegen sind (die zudem im Privaten oder (auch) Künstlerischen ihre ganz eigenen Ambitionen haben). Wir bedienen ja (wie sie) ein Rummelplatzmedium (das oft auf ihrem Niveau agiert, weil der Zuschauer, die Quote es so verlangt). Es lag uns also fern, die Kollegen mit einem moralischen Maßstab zu vermessen. Es ging schlicht und einfach um die Frage, warum sie den harten Job machen (oft machen müssen).“